# Йоан VI (папа)
Вижте пояснителната страница за други личности с името Йоан VI.
Йоан VI е римски папа от 30 октомври 701 г. до 11 януари 705 г. Родом е от Гърция. Заема папския престол два месеца след смъртта на папа Сергий I.
Помага на екзарх Теофилакт, който бил изпратен в Италия от император Юстиниан II, и го възпира да използва насилие срещу римляните.